# 天主教昭通宗座监牧区
天主教昭通监牧区（拉丁語：Apostolica Praefectura Chaotungensis）是天主教在中国云南省东北部设立的一个宗座监牧区。

## 歷史
1935年4月8日，罗马教廷从云南府代牧区分设昭通监牧区，由中国籍神父管理。2012年3月26日，不獲教廷認可的昆明總教區馬英林主教，於大理教區的大理古城耶穌聖心天主堂，為六位新神父舉行晉鐸禮。新神父中，五位是少數民族，一位是漢族，分別屬於昆明總教區、大理教區和昭通監牧區。另外，在典禮共祭的十六位神父中，包括一位在大理上學的美國瑪利諾會士和兩位韓國本篤會士。

## 概況
1950年有本堂区20个，信徒5,697人。

## 历任教长
- 陈达明（1935年4月8日任命，1939年辞职）
- 纪励志 Joseph Keree（1939年－？）（代理主教）[4]
- 范介平 Stephan Fan Kai-ping（1951年7月6日－1982年去世）
- 陈慕舜（自选自圣）1988年－1997年
- 张文昌